# Olavus Bjässe
Olavus Bjässe, född 1593 i Linköpings församling, död 1654 i Mogata församling, Östergötlands län, var en svensk präst och riksdagsman.

## Biografi
Bjässe föddes 1593 i Linköpings församling. Han var son till guldsmeden Sebastian. Bjässe blev 1617 student vid Uppsala universitet (hans namn finns inte i universitets matrikel) och prästvigdes 31 maj 1620 till komminister i Linköpings församling. Han blev 1634 kyrkoherde i Mogata församling. Bjässe avled 1654 i Mogata församling.
Bjässe var ledamot vid riksdagen 1640 i Nyköping.

### Familj
Bjässe gifte sgi 1623 med Gertrud Olofsdotter. Hon var dotter till domprosten Olaus Petri och Karin Pedersdotter i Linköpings församling. De fick tillsammans barnen adjunkten Petrus Mogathaeus vid Uppsala universitet, kronofogden Sebastian Mogathaeus (1629–1675) i Uppland, Karin Mogathaeus (död 1678) som var gift med proviantmästaren Nils Olofsson Canth i Söderköping, borgmästaren Lars Mogatæus (död 1681) i Söderköping och borgmästaren Johannes Mogatæus (1640–1680) i Linköping. Efter Bjässes död gifte Gertrud Olofsdotter om sig med kyrkoherden Olavus Corylander i Mogata församling.